# Kortstjärtad vårtparadisfågel
Kortstjärtad vårtparadisfågel (Paradigalla brevicauda) är en fågel i familjen paradisfåglar inom ordningen tättingar.

## Utseende och läte
Kortstjärtad vårtparadisfågel är en medelstor tätting med just kort stjärt. Fjäderdräkten är helsvart, med glans på huvudet, rätt lång näbb och en distinkt gul hudflik mellan ögat och näbben. I mungipan syns ett blått streck. Arten liknar svart satängfågel i formen, men utmärker sig genom den unika hudfliken. Sången består av en utdragen, sorgsam och monoton vissling. 

## Utbredning och systematik
Fågeln förekommer fläckvis i bergstrakter på västra och centrala Nya Guinea. Den behandlas som monotypisk, det vill säga att den inte delas in i några underarter.

## Levnadssätt
Kortstjärtad vårtparadisfågel hittas i bergsskogar. Den lever av frukt men kan också ses födosöka bland mossiga grenar på jakt efter insekter.

## Status och hot
Arten har ett stort utbredningsområde, men tros minska i antal, dock inte tillräckligt kraftigt för att den ska betraktas som hotad. Internationella naturvårdsunionen IUCN listar arten som livskraftig (LC).

## Bildgalleri

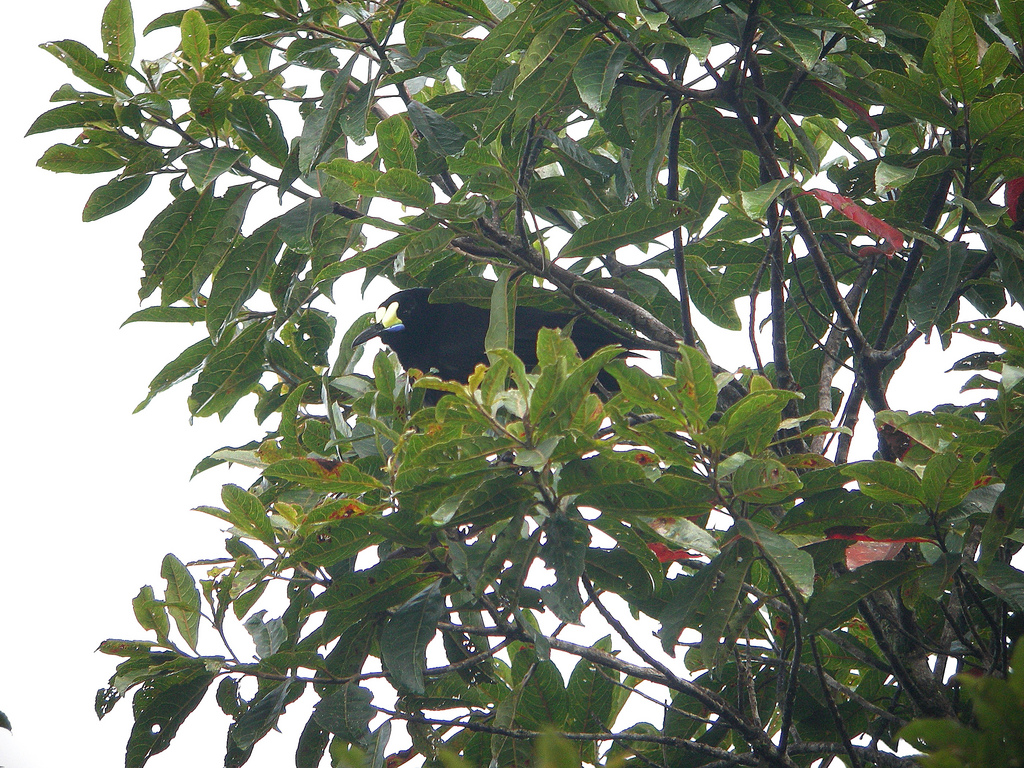